# Schwanenwikbrücke

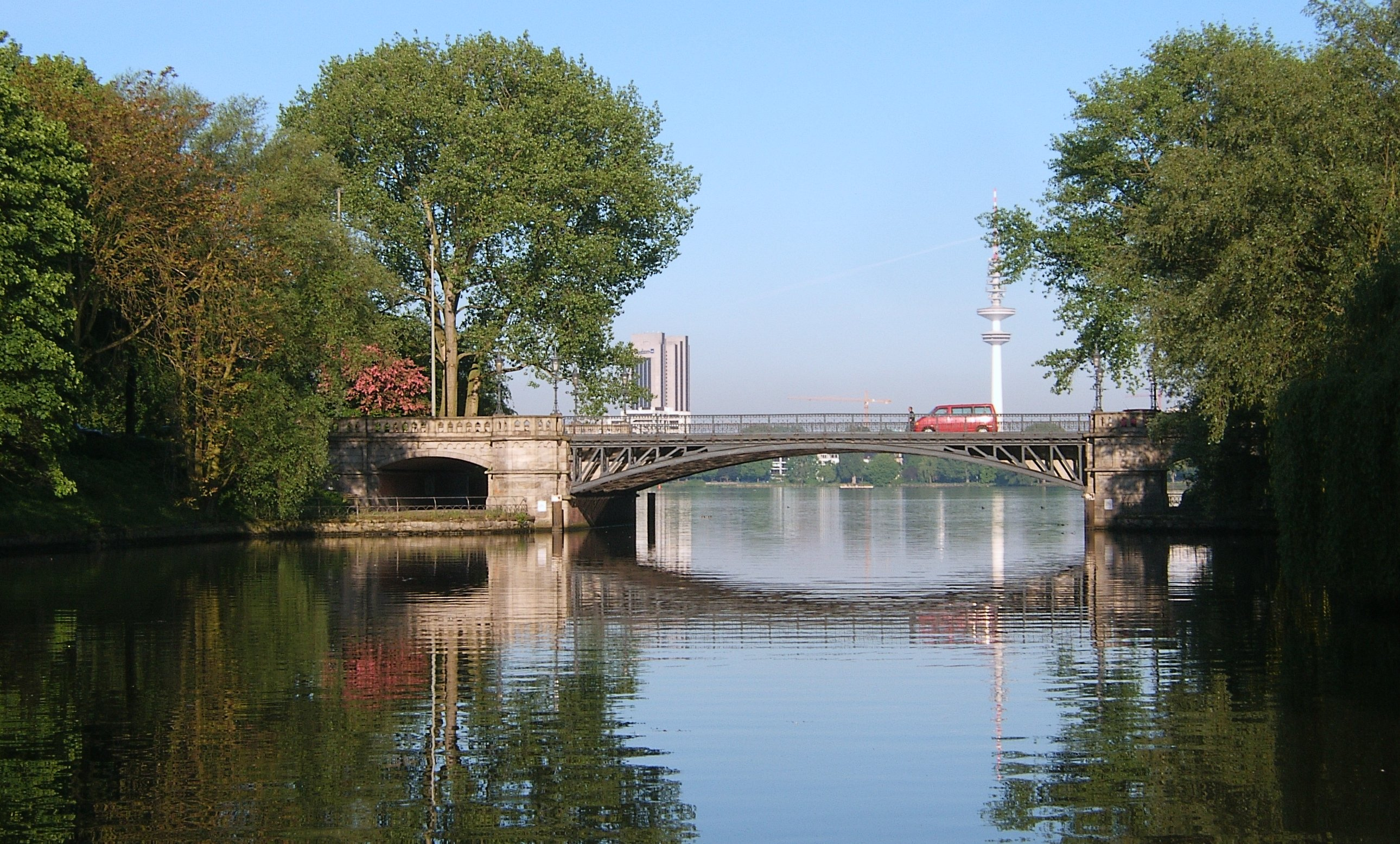
Die Schwanenwikbrücke

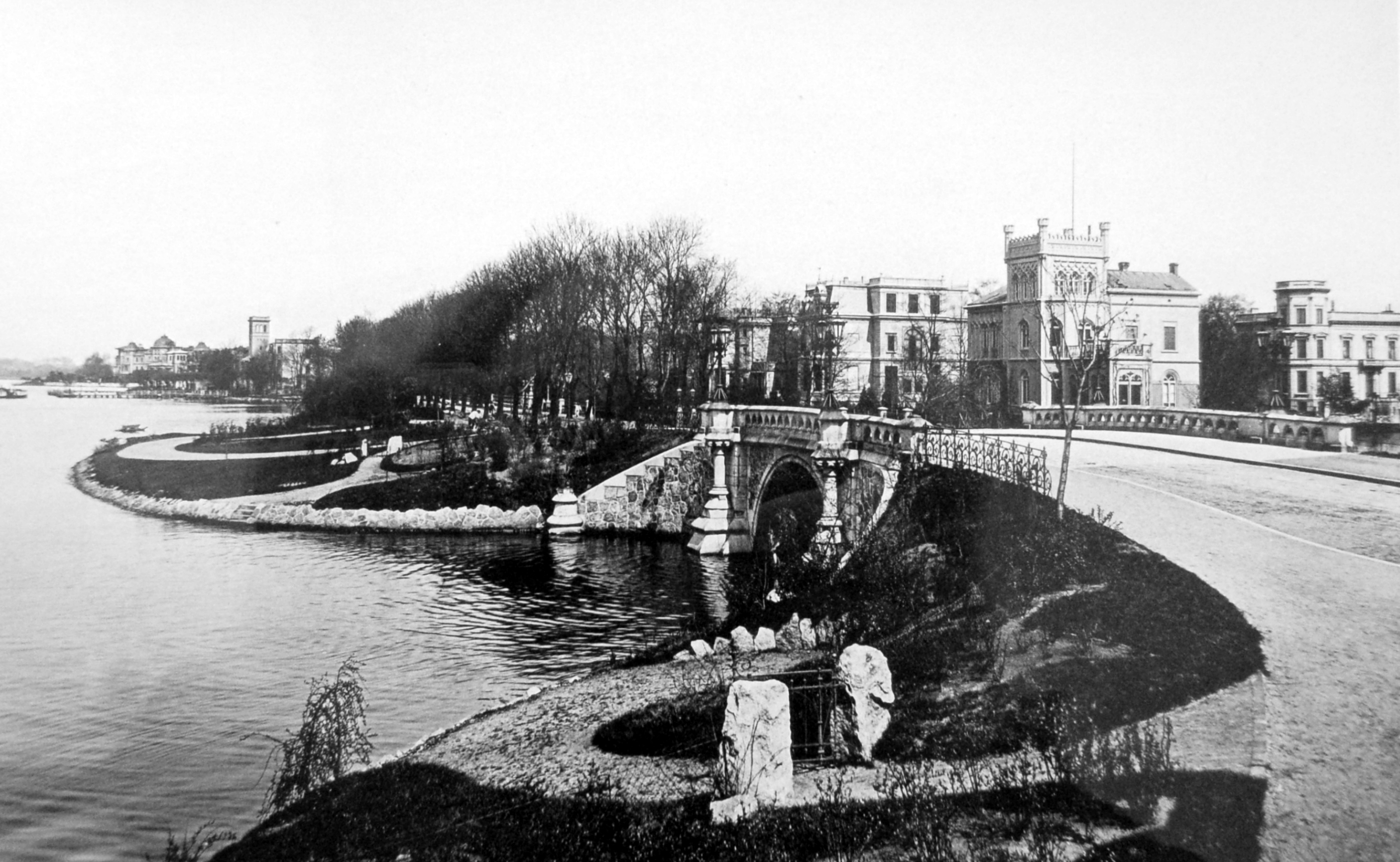
Die der Alster zugewandte Westseite der Brücke um 1900

Die Schwanenwikbrücke ist ein Bauwerk, das den Mundsburger Kanal am Ostufer der Außenalster in Hamburg überspannt.

## Lage
Die Brücke befindet sich am Ostufer der Außenalster bei Einmündung der Wandse auf der Grenze zwischen den Stadtteilen Hohenfelde und Uhlenhorst. Über die Brücke führt die Straße „Schwanenwik“.

## Beschreibung und Geschichte
Die Fachwerkbogenbrücke wurde von 1874 bis 1876 nach Plänen von Franz Andreas Meyer erbaut. Sie hat eine Spannweite von 26 Metern bei einer Gesamtlänge von 55 Metern. Das Bauwerk verfügt über zwei Widerlager aus Granit, die jeweils einen Gewölbedurchgang für Fußgänger bieten. Während des Zweiten Weltkriegs wurden die Durchgänge zugemauert und als Luftschutzbunker genutzt; in den Folgejahren wurden sie nahezu vollständig verschüttet.
Zwischen 1976 und 1980 wurde das Bauwerk saniert und umgebaut. Dabei wurde das ursprüngliche äußere Erscheinungsbild wieder hergestellt. Bogen aus Stahlbeton ersetzten die mittleren Träger aus Eisenfachwerk. Erneuert wurden auch die Gänge in den Widerlagern und das mit Rankenblättern verzierte Geländer. Zudem erhielt die Brücke acht statt zuvor 15 neue Kandelaber, die jeweils paarig angeordnet sind, wobei die neuen Leuchten den ursprünglichen nachempfunden wurden, diesen jedoch nicht entsprechen.
Seit der Sanierung hat die Brücke eine Tragkraft von 60 Tonnen (zuvor 30 Tonnen). Sie ist heute eine der ältesten erhalten gebliebenen Eisenkonstruktionen Hamburgs und steht unter Denkmalschutz. Die Brücke ist durch die Behörde für Kultur und Medien mit der Nummer 22257 in der Liste der Hamburger Kulturdenkmäler erfasst.